# Menno van Coehoorn
Il barone Menno van Coehoorn (Leeuwarden, 15 settembre 1641 – Wijkel, 17 marzo 1704) è stato un militare e ingegnere olandese.

## La vita
Menno, barone van Coehoorn, fu una delle più importanti figure nella storia della fortificazione alla moderna.
Di origine frisone, ma di famiglia originariamente svedese, ricevette una precoce e accurata educazione scientifica, letteraria e militare, e a sedici anni di età ottenne il grado di capitano nell'esercito olandese. Nel 1673 durante la Guerra anglo-olandese partecipò alla difesa di Maastricht e all'assedio di Grave nel 1674 dove un tipo di mortaio da lui disegnato fu impiegato con successo, e chiamato coehorn dal suo nome.
In quello stesso anno fu promosso colonnello per la sua brillante condotta alla battaglia di Seneffe e partecipò a diverse altre battaglie.
I tempi e le necessità del suo paese fecero sì che il suo interesse si orientasse alle tecniche di assedio e fortificazione, e gli eventi delle ultime guerre mostravano come i metodi in uso fossero suscettibili di grandi miglioramenti. La sua prima opera a stampa, Versterchinge de Vijfhoeks met alle syne Buytenwerken (Il rafforzamento delle fortezze pentagonali con tutte le sue opere esterne) (Leeuwarden, 1682), attrasse subito l'attenzione, e lo coinvolse in una polemica con un ingegnere rivale, Louys Paan. Le autorità militari gli si mostrarono favorevoli e gli affidarono, la ricostruzione di diverse fortezze. Continuò a costruirne lungo tutta la sua carriera, e la sua esperienza in questo campo lo rese il rivale riconosciuto (e rispettato) del suo grande contemporaneo Sébastien Le Prestre de Vauban. Pubblicò le sue teorie poco più tardi, nell'opera Nieuwe Vestingbouw (Nuove Fortificazioni), Leeuwarden, 1685, in cui espone i suoi tre sistemi di tracciamento, caratterizzati dalla molteplicità delle opere esterne e i fossati acquei, e dalla forte sporgenza dei bastioni, calcolati ed adatti soprattutto al panorama dei Paesi Bassi, piatti, acquitrinosi e poveri di pietra da taglio.
Si ispirò principalmente all'opera del suo conterraneo Freytag, alle teorizzazioni di Albrecht Dürer, e ad altri ingegneri tedeschi, come Daniel Speckle. In generale però raccomandò sempre di adattare i principi alle necessità del singolo sito, piuttosto che intestardirsi a produrre tracciati teorici geometricamente perfetti. Lungo tutta la sua carriera non esitò mai ad allontanarsi dai suoi stessi precetti quando si trattava di casi particolari come a Groningen. Il successo delle sue idee è testimoniato dalle successive riedizioni di Nieuwe Vestingbouw in olandese (numerose a partire dal 1702), in inglese (Londra, 1705), francese (Wesel, 1705) e tedesco (Düsseldorf, 1709).
Nella Guerra della Grande Alleanza (1689-1697) Coehoorn era brigadier generale. Si distinse nuovamente nel corso della Battaglia di Fleurus (1690), e nel 1692 diresse la difesa di Namur, di cui aveva progettato le difese. Namur fu conquistata da Vauban; ma l'ingegnere olandese ebbe la rivincita tre anni dopo, quando sotto il suo comando la stessa cittadella, di cui Vauban aveva ulteriormente accresciuto lo sviluppo secondo il suo sistema, fu ripresa dopo due mesi di assedio. Coehoorn fu nominato tenente generale e ispettore generale alle fortezze dei Paesi Bassi, e tenuto in grande stima non solo dai suoi compatrioti ma da tutti gli stati della Germania settentrionale. Comandò un corpo d'armata nell'esercito del Duca di Marlborough fra il 1701 e il 1703, e negli incessanti assedi e controassedi che caratterizzarono la guerra nei Paesi Bassi la sua competenza tecnica fu della massima importanza. La rapida sottomissione della cittadella di Bonn e l'assedio di Huy del 1703 furono il coronamento della sua carriera. All'apertura della campagna successiva morì per un attacco apoplettico a Wijkel mentre si recava ad una conferenza con Marlborough.
Il suo primo sistema fu applicato in numerosi luoghi dei Paesi bassi, tra cui Nimega, Breda e Bergen op Zoom. Mannheim in Germania fu fortificata da altri ingegneri seguendo i suoi schemi, mentre il suo secondo sistema fu applicato a Belgrado e Temesvar nei Balcani.
Suo figlio, Gosewijn Theodor van Coehoorn ne scrisse una biografia.

## Curiosità
Alla sua figura si è ispirato lo scrittore polacco Andrzej Sapkowski per l'invenzione del personaggio, quasi omonimo, Menno Coehoorn, il quale appare in diversi romanzi della saga di Geralt Di Rivia.